# Чак, Ибойя
Ибойя Чак (венг. Csák Ibolya; 6 января 1915 — 10 февраля 2006) — венгерская легкоатлетка, еврейка по национальности, олимпийская чемпионка.
Ибойя Чак родилась в 1915 году в Будапеште. В 1936 году она приняла участие в Олимпийских играх в Берлине, где завоевала золотую медаль в прыжках в высоту при необычных обстоятельствах: все три претендентки на медаль взяли высоту 160 см, но не смогли с трёх попыток преодолеть 162 см. Тогда было решено разрешить четвёртую попытку, и Ибойя Чак стала единственной, кто смог преодолеть 162 см.
В 1938 году был впервые проведён чемпионат Европы по лёгкой атлетике среди женщин. Ибойя Чак заняла на нём второе место в прыжках в высоту, но вскоре выяснилось, что занявшая первое место Дора Ратьен из Германии на самом деле была мужчиной. После дисквалификации Ратьен Чак была признана чемпионкой Европы.